# AIRPORT (藤原さくらのアルバム)
『AIRPORT』（エアポート）は、藤原さくらのメジャー4作目（通算5作目）のオリジナル・アルバム。2023年5月17日にSPEEDSTAR RECORDSからリリースされた。

## 概要
2020年10月にリリースされた『SUPERMARKET』以来約2年半ぶりとなるメジャー4作目のオリジナルアルバム。収録曲は、2021年にリリースした「Kirakira」、大滝詠一のカバー曲「君は天然色」、愛のスコール50周年のキャンペーンソングとして書き下ろした「mother」、Yaffleプロデュースの「わたしのLife」、2022年にリリースした「まばたき」の5曲に加え、新録の7曲を加えた全12曲。
アルバムの参加アレンジャーおよびプロデューサーは、斉藤和義、Yaffle、VaVa、関口シンゴ（Ovall）、永野亮 (APOGEE)、Curly Giraffe、中西道彦（Yasei Collective）。
ジャケットデザインはアートディレクター・藤田二郎が引き続き担当した。
「初回限定盤」と「通常盤」の2形態で発売された。初回限定盤に付属するBlu-rayには、2021年9月に日比谷野外大音楽堂で開催されたワンマンライブから4曲、2022年10月にマザー牧場で開催した弾き語りツアーから5曲のライブ映像が収録されている。『AIRPORT』アナログ盤が8月9日にリリースされる(予定)。

## 制作背景
『AIRPORT』はスタジオアルバムとしては2020年10月にリリースされた『SUPERMARKET』以来2年7か月ぶりとなる作品。既発曲が5曲、新曲7曲の構成だが、新曲のほとんどは2023年に入って完成させた。
アルバムタイトルの由来は、『AIRPORT』の楽曲制作が一人で自己完結するやり方ではなく、トラックからプロデューサーと二人三脚で作っていくというやり方が主要となり、それが空港で人と待ち合わせして一緒に新しいところへ旅立っていくというイメージに合うことから「AIRPORT」という言葉が採用された。出会いあれば別れもある人生の中で、AIRPORTをそこからどこか新しいところに出発していく分岐点みたいな場所として捉えている。
今作の曲順は、「わたしのLife」で離陸して「mother」で着陸するという流れを意識している。
アルバム『AIRPORT』では結果的に「コライト」がコンセプトのひとつになっている。まず最初にトラックがありそれにメロディと歌詞を乗せるというヒップホップ的な作り方になったのもその影響である。
2020年のアルバム『SUPERMARKET』のリリース以降、誰かが作ったトラックの上にメロディを乗せるような制作方法が多くなるなど、ソングライティングを一人で完結するのではなくアレンジャーやプロデューサーと共作するやり方を採用するようになる。その理由として、2021年から2022年にかけてMichael Kaneko、Rei、maco maretsらとのコラボレーションを経験したこと、またYaffleからコライトについて話を聞いたことによって制作に対する意識が変化していったことを挙げている。デビュー以来、編曲を含む曲作りの最初から最後までを自己完結できるようなシンガーソングライターでありたいという思いは持っている一方で、自分だけでギターで作曲すると手癖が多くなり似たようなメロディが出てきてしまう問題があったのだが、0を1にする作曲の最初の段階から人のアイデアやアドバイスを柔軟に取り入れることによって、楽曲制作において普段は使用しないコード感や選ばない展開など自分一人では辿り着けない境地に行けるような気がすると述べている。
藤原は活動初期においては曲や詞は衝動的に書けていたが、デビュー以降キャリアを重ねるなかで徐々に"こうしなきゃ"ならないというように余計なことを考えるようになってしまったという。『AIRPORT』ではその思い込みすぎていた部分から解放され、歌詞の出し方や作り方が自由に衝動的にできるようになった。今作を制作するにあたり、藤原自身が20代前半の頃よりも「こういう音楽が作りたい」というのが見えるようになり、歌詞においてもそれまで「言語化できていなかったモヤッとしたものが、クリアになってきて」、思うような歌詞が書けていると言っている。

## 収録曲

### CD
| #         | タイトル                   | 作詞           | 作曲                  | 編曲       | 時間  |
| --------- | -------------------------- | -------------- | --------------------- | ---------- | ----- |
| 1.        | 「わたしのLife」           | 藤原さくら     | 藤原さくら Yaffle     | Yaffle     | 3:26  |
| 2.        | 「いつか見た映画みたいに」 | 藤原さくら     | 藤原さくら VaVa       | VaVa       | 3:19  |
| 3.        | 「Kirakira」               | 藤原さくら     | 藤原さくら 永野亮     | 永野亮     | 3:17  |
| 4.        | 「迷宮飛行」               | 藤原さくら     | 藤原さくら 中西道彦   | 中西道彦   | 3:16  |
| 5.        | 「Feel the funk」          | Michael Kaneko | 藤原さくら VaVa       | VaVa       | 2:30  |
| 6.        | 「放っとこうぜ」           | 藤原さくら     | 藤原さくら            | 藤原さくら | 3:28  |
| 7.        | 「君は天然色」             | 松本隆         | 大瀧詠一              | 永野亮     | 4:33  |
| 8.        | 「Wonderful time」         | 藤原さくら     | 藤原さくら 中西道彦   | 中西道彦   | 3:33  |
| 9.        | 「My Love」                | 藤原さくら     | 藤原さくら            | 藤原さくら | 3:25  |
| 10.       | 「話そうよ」               | 藤原さくら     | 藤原さくら 斉藤和義   | 斉藤和義   | 4:41  |
| 11.       | 「まばたき」               | 藤原さくら     | 藤原さくら 高桑圭     | 高桑圭     | 4:11  |
| 12.       | 「mother」                 | 藤原さくら     | 藤原さくら 関口シンゴ | 関口シンゴ | 5:21  |
| 合計時間: | 合計時間:                  | 合計時間:      | 合計時間:             | 合計時間:  | 45:00 |

### Blu-ray
| #  | タイトル | 作詞 | 作曲・編曲 |
| -- | --- | ---- | ---------- |
| 1. | 「Waver」(藤原さくら「野外音楽会 2021」at 日比谷公園野外大音楽堂公演 2021.9.20)                                 |      |            |
| 2. | 「Just the way we are」(藤原さくら「野外音楽会 2021」at 日比谷公園野外大音楽堂公演 2021.9.20)                   |      |            |
| 3. | 「Give me a break」(藤原さくら「野外音楽会 2021」at 日比谷公園野外大音楽堂公演 2021.9.20)                       |      |            |
| 4. | 「「かわいい」」(藤原さくら「野外音楽会 2021」at 日比谷公園野外大音楽堂公演 2021.9.20)                          |      |            |
| 5. | 「Super good」(藤原さくら『弾き語りツアー 2022-2023 “heartbeat”」at 千葉・マザー牧場公演 2022.10.22)            |      |            |
| 6. | 「Walking on the clouds」(藤原さくら『弾き語りツアー 2022-2023 “heartbeat”」at 千葉・マザー牧場公演 2022.10.22) |      |            |
| 7. | 「うたっても」(藤原さくら『弾き語りツアー 2022-2023 “heartbeat”」at 千葉・マザー牧場公演 2022.10.22)            |      |            |
| 8. | 「生活」(藤原さくら『弾き語りツアー 2022-2023 “heartbeat”」at 千葉・マザー牧場公演 2022.10.22)                  |      |            |
| 9. | 「まばたき」(藤原さくら『弾き語りツアー 2022-2023 “heartbeat”」at 千葉・マザー牧場公演 2022.10.22)              |      |            |

### 曲の解説
配信限定で先行リリースされた楽曲の詳細については各項目を参照。
1. わたしのLife
2. いつか見た映画みたいに
VaVaプロデュース曲。藤原がVaVaに対して「自分たちなりのJ-POPを作りましょう[5]」と提案するところから制作が始めれた[6]。『AIRPORT』のアルバムのカラーになってくれる曲だとしている[5]。
3. Kirakira
4. 迷宮飛行
中西道彦プロデュース曲。「ブリブリのダンスチューンを作りましょう[7]」という話から制作が始まった[6]。トラックからメロディを作る時に不意に口からこぼれ出た言葉がそのまま歌詞として採用されている[10]。最初のデモから曲と歌詞がほぼ変わっていない[5]。「緩く韻を踏んで、不自然じゃない程度にラップしてるくらいの感じの曲[6]」。
5. Feel the funk
VaVaプロデュース曲。本作で唯一の英語詞の曲で、作詞はMichael Kanekoが担当。アルバムの収録曲は意味のある歌詞の曲が多かったが、この曲では何も考えてなさそうな内容でフィーリング重視の曲にしたかった[7]。衝動的に作ったメロディにデタラメ英語で歌ったデモと、「歌っている言葉の響きをなるべく生かしたまま、英詞に直してほしい」という藤原からのリクエストを受けてMichael Kanekoが作詞した[4][5]。
6. 放っとこうぜ
セルフプロデュース曲。曲の原型は2020年に藤原が打ち込みで作ったもの。リズムは藤原がローランドTR-808の音色で組み立てていき、その上にベースの音とピアノの音はそれぞれ中西道彦と別所和洋に弾いてもらったもの素材にしてエンジニアと一緒にエディットしながら制作していった[5][7][11]。かせきさいだぁみたいなラップがやりたいと思って作った曲[4][6]。
7. 君は天然色
8. Wonderful time
中西道彦プロデュース曲。「迷宮飛行」と同様に「ダンスチューンを作りましょう[7]」という話から制作された。パーカッションは松井泉[5]。メロディを作る最初の段階で「Wonderful time」という歌詞が出てきていた。
9. My Love
セルフプロデュース曲。曲の原型は2019年にロサンゼルスへ留学していたときにホームステイ先のベッドで書いた曲[6]。ギターと歌だけの弾き語りをボイスメモで録音したものから制作していった[11]。名越由貴夫が弾いたギターの音をふたつ重ねていて、その上に大矢素子が弾いたオンド・マルトノの音を乗せている[7]。
10. 話そうよ
アルバムのリードトラック。斉藤和義プロデュース曲。藤原が作ったデモ音源を元に、斉藤和義と一緒に構成やコード展開を考えながら制作していった[7]。当初Bメロの予定だったメロディをサビとして使用し、サビの予定だったメロディを大サビにするという構成になったのは斉藤和義の助言によるもの[5][7]。最初、歌詞は違う内容のものだったが、バンドメンバーが録音した音を何回も聴くことで歌詞の内容が変化していった[10]。
11. まばたき
12. mother

## 参加ミュージシャン
わたしのLife
- 藤原さくら : Vocal, Chorus
- 小川翔 : Electric Guitar
- 小林修己 : Electric Bass
- 上原俊亮 : Drums
- Yaffle : All Other Instruments

いつか見た映画みたいに
- 藤原さくら : Vocal, Chorus
- VaVa : All Instruments, Chorus

Kirakira
- 藤原さくら : Vocal & Chorus
- 佐瀬悠輔 (GENTLE FOREST JAZZ BAND) : Flugelhorn
- 永野亮 : All Other Instruments

迷宮飛行
- 藤原さくら : Vocal, Chorus
- 伊吹文裕 : Drums
- 中西道彦 (Yasei Collective) : All Other Instruments

Feel the funk
- 藤原さくら : Vocal, Chorus
- VaVa : All Instruments
- Michael Kaneko : Chorus

放っとこうぜ
- 藤原さくら : Vocal, Chorus
- 中西道彦 : Synth Bass
- 別所和洋 : Keyboards
- 藤原さくら : All Other Instruments

君は天然色
- 藤原さくら : Vocal, Chorus
- 永野亮 : All Other Instruments

Wonderful time
- 藤原さくら : Vocal, Chorus
- 松井泉 : Percussions
- 中西道彦 : All Ohter Instruments

My Love
- 藤原さくら : Vocal, Chorus
- 名越由貴夫 : Electric Guitar
- 大矢素子 : Ondes Martenot

話そうよ
- 藤原さくら : Vocal, Chorus
- 斉藤和義 : Acoustic Guitar
- 真壁陽平 : Electric Guitar
- 山口寛雄 : Electric Bass
- 河村吉宏 : Drums
- 松本ジュン : Wurlitzer, Hammond Organ

まばたき
- 藤原さくら : Vocal, Chorus
- 高桑圭 : contrabass
- 名越由貴夫 : Eletric and acoustic Guitar
- 山本達久 : Drums

mother
- 藤原さくら : Vocal, Acoustic Guitar
- 関口シンゴ (Ovall) : Guitar, All Instruments